# Рассел, Эрик Фрэнк
Эрик Фрэнк Рассел (англ. Eric Frank Russell; 6 января 1905, Сандхерст, Англия — 28 февраля 1978, Ливерпуль, Англия) — английский писатель-фантаст, мастер короткого иронического рассказа. Его отец был военным, работал инструктором в военной академии, но время от времени переезжал по служебной надобности, так что часть детства Эрика Рассела прошла в Египте и Судане. В колледже он изучал химию, физику, кристаллографию, в итоге получил инженерное образование. В 1930 году женился на Эллан Вэн (англ. Ellan When).
Будучи поклонником жанра научной фантастики, в одном из номеров журнала Amazing Stories он увидел письмо от такого же поклонника, живущего неподалёку, в окрестностях Ливерпуля. Встретившись, они написали совместный рассказ, и с этого момента Рассел начинает писать книги. В 1937 году он опубликовал свой первый рассказ «Сага Западного Пеликана». Во время Второй мировой войны, окончив радиокурсы в Лондоне, Рассел командовал небольшим подразделением радистов.
В 1955 году получил премию Хьюго за рассказ «Абракадабра» (также в русском переводе «Аламагуса»).
В 1970 году Рассел получил 4689 фунтов за продажу прав на экранизацию романа «Оса» (англ. Wasp) компании Apple Corps, основанной участниками группы Битлз; со стороны компании контракт подписал Ринго Старр. Съёмки фильма так и не начались, но сама сделка оказалась наиболее прибыльной в биографии писателя.
За несколько лет до своей смерти по причинам, которые он не открывал ни друзьям, ни знакомым, Эрик Рассел перестал писать. Он умер 28 февраля 1978 года. В 2000 году имя Эрика Фрэнка Рассела было занесено в списки Зала Славы Научной Фантастики и Фэнтези. Личный архив Эрика Рассела и полученная им премия «Хьюго» в настоящее время хранятся в библиотеке Ливерпульского Университета.

### Романы
- «Зловещий барьер» («Миг возмездия») — Sinister Barrier, 1939 г.
- «Безумный мир» («Алтарь страха») — Dreadful Sanctuary,
- «Часовые Вселенной» («Часовые Космоса») — Sentinels From Space, 1951 г.
- «Считайте его мёртвым» — Three to Conquer, 1955 г.
- «Оса» («Диверсант») — Wasp, 1957 г.
- «Невидимый спаситель»  («Невидимый партнёр», «Ближайший родственник») — Next of Kin (есть краткая версия под заголовком The Space Willies), 1956 г.
- «Великий взрыв» — The Great Explosion, 1962 г.
- «Против странного устройства» ( «Взломщики мозгов», «Неизвестное устройство») — With a Strange Device 1964 г.
- «Проект великого дня» (соавтор Алан Дин Фостер) — Design for Great-Day, 1995 г.

### Повести
- «Искатель будущего» (соавтор Лесли Дж. Джонсон) — Seeker of To-morrow, 1937 г.
- «Машинерия» — Mechanistria, 1942 г.
- «Метаморф» — Metamorphosite, 1946 г.
- «Коллекционер» — Hobbyist, 1947 г.
- «И не осталось никого…» («Загадка планеты Гандов»,  «Упрямая планета») —…And Then There Were None, 1951 г
- «Последний взрыв» — Last Blast, 1952 г.
- «Армия пришла на Венеру» — Sustained Pressure, 1953 г.
- «И послышался голос...» («Армагеддон», «Сквозь дремучий ад») — Somewhere a Voice, 1953 г.
- «Непревзойденные миротворцы» — Design for Great-Day, 1953 г.
- «Будничная работа» («Кружным путем») — Legwork, 1956 г.
- «Плюс неизвестное» — Plus X, 1956 г.
- «Цепная реакция» — Nuisance Value, 1957 г.

### Рассказы
- «Абракадабра» («Аламагуса») — премия Хьюго, 1955
- «Без прикрытия»
- «Быстро наступает вечер»
- «Бумеранг»
- «В твое жилище я вползу»
- «Ваш ход»
- «Вы вели себя слишком грубо»
- «Гипнотика»
- «Дорогое чудовище»
- «Дышите... Не дышите»
- «Дьявологика»
- «Игра на выживание»
- «Кнопка устрашения»
- «Коллекционер»
- «Конец радуги»
- «Конец долгой ночи»
- «Копуши»
- «Космобюрократия»
- «Кресло забвения»
- «Милый дьявол»
- «Миролюбивый тигр»
- «Мы с моей тенью»
- «Мыслитель»
- «На мой счет»
- «Небо, небо…»
- «Необходимый вклад»
- «Нерешительные»
- «Никаких новостей»
- «Ниточка к сердцу»
- «Перемещенное лицо»
- «Персона нон грата»
- «Поворот на 180°»
- «Пробный камень» (Test Piece, 1951)
- «Пуповина»
- «Разоблачение»
- «Ранняя пташка»
- «Свидетельствую»
- «Симбиотика»
- «Совершенно секретно»
- «Тайна мистера Визеля»
- «Ультима Туле»
- «Фундаментальное право»
- «Хомо сапиенс»
- «Чуточку смазки»
- «Эл Стоу»
- «Электрический стул»
- «Я — ничтожество»

## Книги, выходившие на русском языке
- Литературно-художественное издание. Рассел Э.Ф Р24 Зловещий барьер: Романы, рассказ. Пер. с англ. - СПб: "Северо-Запад", 1992 - 608 стр. Серия: Science Fiction. Содержание: Зловещий барьер. Ближайший родственник. Оса. Абракадабра. Издательство "Северо-Запад". Санкт-Петербург. Тираж 100 000 экз. ISBN 5-8352-0061-7
- Сборник рассказов «Ниточка к сердцу». Серия «Зарубежная фантастика». Издательство «Мир», 1973 год. — 320 с.
- Рассказ «Свидетельствую» вошел в состав книги СТРЕЛА ВРЕМЕНИ. Сборник научно-фантастических рассказов английских и американских писателей. / Составитель и послесловие С. Гансовский.. — М.: Правда, 1989. — 448 p. — (Мир приключений). — 500 000 экз.
- Очерк «Морские чудовища» вошел в состав книги Фата Моргана 1. Сборник научно-фантастических рассказов зарубежных писателей XX века. / Составитель С. Брасов.. — Нижний Новгород: Флокс, 1991. — 496 p. — 100 000 экз. ISBN 5-87198-004-X
- Очерк «Дитя Нюрнберга» вошел в состав книги Фата Моргана 3. Сборник научно-фантастических рассказов зарубежных писателей XX века. / Составитель С. Брасов.. — Нижний Новгород: Флокс, 1992. — 544 p. — 100 000 экз. ISBN 5-87198-011-2
- Десмонд Бэгли (произведение «Над бездной») и Эрик Фрэнк Рассел (произведение «Тайное измерение»). Серия «Сокровищница боевой фантастики и приключений». Таллин, Издательство «Мелор» (Melor), 1996 год. ISBN 5-87005-042-1
- Сборник рассказов «Эта безумная Вселенная». Серия «Шедевры фантастики». Издательство «Эксмо», 2007 год. ISBN 978-5-699-12290-5
- Пять крупных произведений "Оса", "Часовые вселенной", "Считайте его мертвым", "Ближайший родственник", "Зловещий барьер" в сборнике "Часовые вселенной". Серия "Шедевры фантастики". Издательство "Эксмо", 2010 год. ISBN 978-5-699-40930-3